# Mad Max: Na drodze gniewu

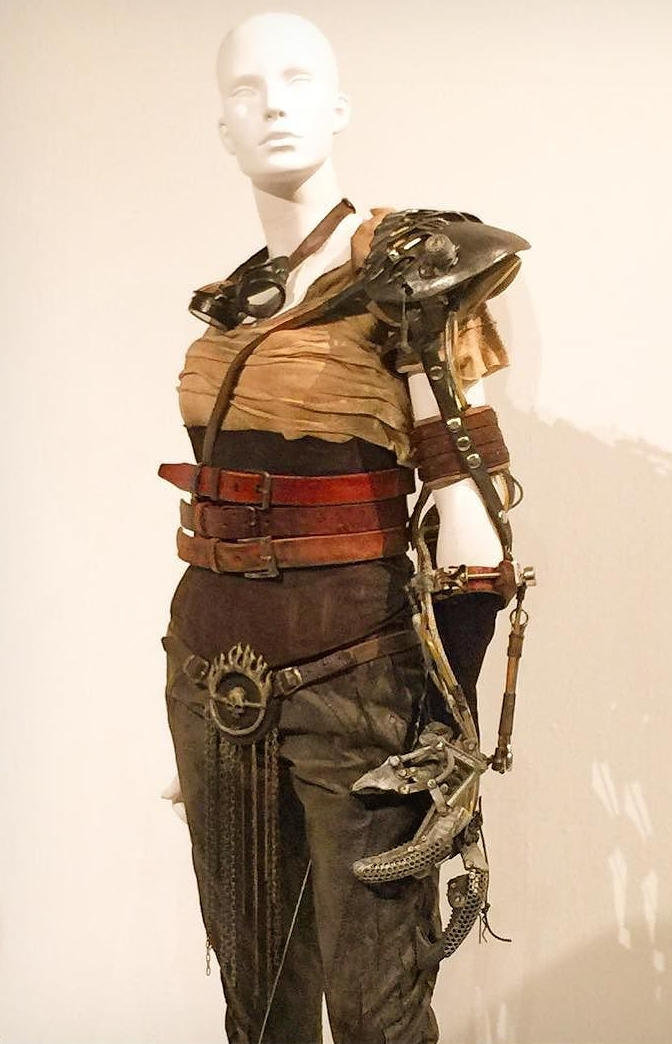
Kostium Charlize Theron jako Imperator Furiosa

Mad Max: Na drodze gniewu (ang. Mad Max: Fury Road) – australijsko-amerykański film akcji z 2015 roku w reżyserii George’a Millera.

## Fabuła
Mad Max zostaje wzięty w niewolę przez ludzi watażki, znanego jako Immortan Joe. Zyskuje szansę ucieczki, gdy bandyci zabierają go ze sobą, udając się w pościg za Imperator Furiosą, która uciekła od Joego, zabierając ze sobą jego kobiety.

## Obsada
- Tom Hardy jako „Mad” Max Rockatansky, były policjant, który po nuklearnej zagładzie samotnie przemierza pustynie Australii; schwytany przez Joego zostaje wykorzystany jako dawca krwi dla jego chorych wojowników[2].
- Charlize Theron jako Imperator Furiosa, jedna z najwyższych rangą oficerów w armii Joego, która w tajemnicy pomaga uciec jego żonom, później wchodząc w sojusz z Maxem[2].
- Nicholas Hoult jako Nux, członek armii Joego i biorca krwi Maxa, który w miarę postępu fabuły przechodzi na stronę Maxa i Furiosy[2].
- Hugh Keays-Byrne jako Joseph „Joe” Moore/Immortan Joe, potężny watażka i władca Cytadeli, wielbiony przez podwładnych niczym bóstwo; swoją władzę zawdzięcza wyłącznemu dostępowi do zasobnego źródła wody[2][3]. Przez wiek i liczne problemy zdrowotne Joe desperacko pragnie godnego dziedzica, w tym celu trzymając w zamknięciu pięć żon, z którymi próbuje począć syna[3].
- Nathan Jones jako Rictus Erectus, jeden z synów Joego, który pomimo ogromnej siły fizycznej nie spełnia wymagań tyrana na godnego następcę ze względu na brak inteligencji[2][3].
- Zoë Kravitz jako Toast
- Riley Keough jako Capable
- Rosie Huntington Whiteley jako Splendid
- Abbey Lee Kershaw jako The Dag
- Courtney Eaton jako Fragile
- Josh Helman jako Slit
- iOTA jako Coma-Doof Warrior
- John Howard jako The People Eater
- Richard Carter jako the Bullet Farmer
- Megan Gale jako Valkyrie
- Angus Sampson jako Organic Mechanic

## Produkcja
Po premierze trzeciej części Mad Maxa w 1985 roku, planowano nakręcić również część czwartą, jednakże z powodów finansowych projekt zawieszono na ponad dwadzieścia lat. W 2003 roku reżyser dotychczasowych części, George Miller ogłosił, że powstał scenariusz czwartej odsłony filmu, który znajduje się we wczesnej fazie preprodukcji. Jego budżet ustalono na sto milionów dolarów, a główną rolę ponownie miał zagrać Mel Gibson. Pierwsze zdjęcia miały rozpocząć się w maju 2003 roku w Australii. Ich realizację planowano również w Namibii, ale z powodu niestabilnej sytuacji politycznej w regionie oraz przedłużających się prac Gibsona przy filmie Pasja, przesunięto je na kolejny rok. Po wybuchu wojny w Iraku (2003) całkowicie odstąpiono od produkcji filmu uznając, że może być on drażliwy politycznie.
W listopadzie 2006 roku George Miller oświadczył, że zamierza jednak zrealizować czwartą część Mad Maxa i w tym celu wspólnie z brytyjskim autorem komiksów Brendanem McCarthym napisał nowy scenariusz. Ponieważ Mel Gibson nie był już zainteresowany udziałem w projekcie, reżyser postanowił znaleźć inny sposób, by odświeżyć serię. Inspiracją stał się dla niego japoński film Akira. 5 marca 2009 roku ogłoszono, że nowy Mad Max będzie filmem animowanym zrealizowanym w technice 3D. Jego produkcją miało zająć się studio Dr.D Studios, założone w 2008 roku przez George’a Millera i Douga Mitchella. Wspólnie z projektantem gier Corym Barlogiem zaczął też pracować nad grą komputerową opartą na filmie.
Kilka miesięcy później reżyser oznajmił, że po zbadaniu możliwości animowanego filmu 3D, zdecydował się porzucić ten pomysł i nakręcić film aktorski. W październiku 2009 roku ostatecznie potwierdzono, że zdjęcia do czwartej części Mad Maxa rozpoczną się na początku 2011 roku w Broken Hill w Australii. W tym samym czasie trwały również negocjacje z brytyjskim aktorem Tomem Hardym, który miał zagrać tytułową rolę. Z kolei główną rolę żeńską powierzono Charlize Theron.
W lipcu 2010 roku ogłoszono plany jednoczesnej realizacji dwóch filmów z serii, zatytułowanych Mad Max: Na drodze gniewu oraz Mad Max: Furiosa. W listopadzie 2011 roku ekipa filmowa przeniosła się z Australii do Namibii, ale z powodu niespodziewanie silnych opadów deszczu, które zmieniły pustynię w bujny roślinnie krajobraz, zdjęcia w tym kraju przełożono na lipiec 2012 roku. Ostatecznie zakończono je w grudniu 2012 roku.
20 listopada 2013 roku poinformowano, że premiera filmu odbędzie się 15 maja 2015 roku. Oficjalna premiera filmu w Polsce odbyła się 22 maja 2015 roku.

## Odbiór filmu
Film został pozytywnie przyjęty przez krytyków, otrzymując według agregatora Metacritic średnią z ocen wynoszącą 90/100 punktów oraz 8,6/10 według serwisu Rotten Tomatoes. Produkcja zarobiła ponad 152 mln dolarów w Ameryce Północnej i 216 mln w pozostałych obszarach świata, przy czym budżet Mad Maxa wynosił 150 mln dolarów.
W 2016 roku został nagrodzony sześcioma Oscarami – w kategoriach najlepsza charakteryzacja, najlepsza scenografia, najlepsze kostiumy, najlepszy dźwięk, najlepszy montaż i najlepszy montaż dźwięku. Był również nominowany do tej nagrody w kategoriach: "najlepszy film", "najlepszy reżyser", "najlepsze zdjęcia" i "najlepsze efekty specjalne".